# 微波

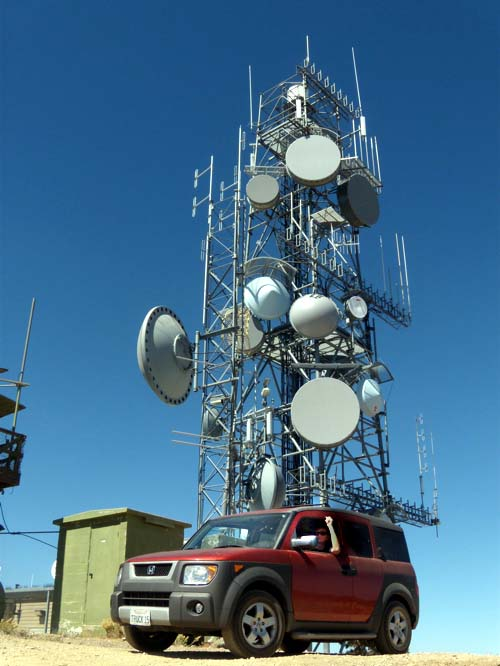
一个带有各种碟形天线的微波通讯电信塔.

在干燥空气与0.001 毫米的水汽水平的微波大气衰减。 The downward spikes in the graph correspond to frequencies at which microwaves are absorbed more strongly. The right half of this graph includes the lower ranges of infrared by some standards

微波（英語：Microwave）是指波长介于红外线和無線電波之间的电磁波。微波的頻率范围大约在 300MHz至 300GHz之間，是涵盖 UHF、SHF、EHF 范围的一种射频。所對應的波長為 1公尺至 1mm之间。微波频率比无线电波频率高。
微波作为一种电磁波也具有波粒二象性。微波的基本性质通常呈现为穿透、反射、吸收三个特性。对于玻璃、塑料和瓷器，微波几乎是穿越而不被吸收。对于水和食物等就会吸收微波而使自身发热。而对金属类东西，则会反射微波。
微波在雷达科技、ADS射线武器、微波炉、等离子发生器、无线网络系统（如手机网络、蓝牙、卫星电视及無線區域網路技术等）、传感器系统上均有广泛的应用。
在技术领域协定使用的四个频率分别为800MHz、2.45GHz、5.8GHz和13GHz。微波炉使用2.45GHz，此频率亦被作为ISM頻段（工業、科學及醫學用波段），使用在航空通讯领域。

## 特性
微波的基本性质通常呈现为穿透、反射、吸收三个特性。根據电子学和物理学的理論，微波具有不同于其他波段的以下特點：

### 穿透性
微波比其它用于辐射加热的电磁波，如红外线、远红外线等波长更长，因此具有更好的穿透性。微波透入介质时，由于微波能与介质发生一定的相互作用，使介质的分子产生每秒24亿次的高速震动，分子的平均平动动能增加，引起的介质温度的升高，使介质材料内部、外部几乎同时加热升温，形成体热源状态，大大缩短了常规加热中的热传导时间，且在条件为介质损耗因数与介质温度呈负相关关系时，物料内外加热均匀一致。

### 加热选择性
物质吸收微波的能力，主要由其介质损耗因数来决定。介质损耗因数大的物质对微波的吸收能力就强，相反，介质损耗因数小的物质吸收微波的能力也弱。由于各物质的损耗因数存在差异，微波加热就表现出选择性加热的特点。物质不同，产生的热效果也不同。水分子属极性分子，介电常数较大，其介质损耗因数也很大，对微波具有强吸收能力。而蛋白质、碳水化合物等的介电常数相对较小，其对微波的吸收能力比水小得多。因此，对于食品来说，含水量的多少对微波加热效果影响很大。

### 低热惯性
微波对介质材料是瞬时加热升温，升温速度快。另一方面，微波的输出功率随时可调，介质温升可无惰性的随之改变，不存在“余热”现象，极有利于自动控制和连续化生产的需要。

### 似光性和似声性
微波波长很短，比地球上的一般物体（如飞机、舰船、汽车、建筑物等）尺寸相对要小得多，或在同一量级上，不容易發生繞射現象，呈現几何光学性質。因此使用微波工作，能使电路元件尺寸减小；使系统更加紧緻；可以制成体积小，波束窄方向性很强，增益很高的天线系统，接受来自地面或空间各种物体反射回来的微弱信号，从而确定物体方位和距离，分析目标特征。
由于微波波长与物体（实验室中无线设备）的尺寸有相同的量级，使得微波的特点又与声波相似，即所谓的似声性。例如微波波导类似于声学中的传声筒；喇叭天线和缝隙天线类似与声学喇叭，萧与笛；微波谐振腔类似于声学共鸣腔

### 非电离性
微波的量子能量还不够大，不足与改变物质分子的内部结构或破坏分子之间的键（部分物质除外：如微波可对废弃橡胶进行再生，就是通过微波改变废弃橡胶的分子键）。根據物理学理論，分子原子核在外加电磁场的周期力作用下所呈现的许多共振现象都发生在微波范围，因而微波为探索物质的内部结构和基本特性提供了有效的研究手段。另一方面，利用这一特性，还可以制作许多微波器件

### 資訊性
由于微波频率很高，所以在不大的相对带宽下，其可用的频带很宽，可达数百甚至上千兆赫兹。这是低频无线电波无法比拟的。这意味着微波的資訊容量大，所以现代多路通信系统，包括卫星通信系统，几乎无例外都是工作在微波波段。另外，微波信号还可以提供相位信息，极化資訊，多普勒频率資訊。这在目标检测，遥感目标特征分析等应用中十分重要

### 测量
可以通过 CMOS 集成电路来测量低强度微波，其中单个晶体管用作场检测器。

## 產生
微波能通常由直流电或50Hz交流电通过半導體器件或真空管来获得。真空管是利用电子在電磁場的影響下，於真空中运动而產生微波。在电真空器件中能产生大功率微波能量的有磁控管、速调管、迴旋管、行波管等。在微波加热领域中使用的主要是磁控管。
半導體器件能產生低功率微波，如場效應電晶體，隧道二極管，耿氏二極管，以及雪崩光電二極體 。低功率源可為台式儀器、机架式仪器、嵌入式模塊和卡級別的格式。激微波是使用類似激光器的原理放大微波的固態裝置，它可以放大較高頻率的光波。

## 电磁频谱
| 电磁波谱   |                  |                   |                     |                   |
| 名字       | 波长             | 频率 (Hz)         | 光子 能量 (eV)      | 带宽范围 (数量级) |
| 伽马射线   | 小于 0.01 nm     | > 15 EHz          | > 62.1 keV          | 无穷              |
| X射线      | 0.01 nm – 10 nm  | 30 EHz – 30 PHz   | 124 keV – 124 eV    | 3                 |
| 紫外线     | 10 nm – 400 nm   | 30 PHz – 750 THz  | 124 eV – 3 eV       | 1.6               |
| 可见光     | 390 nm – 750 nm  | 770 THz – 400 THz | 3.2 eV – 1.7 eV     | 0.3               |
| 红外线     | 750 nm – 1 mm    | 400 THz – 300 GHz | 1.7 eV – 1.24 meV   | 3.1               |
| 微波       | 1 mm – 1 m       | 300 GHz – 300 MHz | 1.24 meV – 1.24 µeV | 3                 |
| 无线电短波 | 1 m –100 m       | 300 MHz – 3 MHz   | 1.24 µeV – 12.4 neV | 2                 |
| 无线电中波 | 100 m - 1000 m   | 3 MHz - 300 kHz   | 12.4 neV – 1.24 neV | 1                 |
| 无线电长波 | 1 km - 100000 km | 300 kHz - 3 Hz    | 1.24 neV – 12.4 feV | 5                 |

衛星頻率
10.7到12.7GHz、13.75到14.5GHz、17.7到20.2GHz，以及27.5到30.0GHz等頻率

## 用途
- 可以用在加熱。微波炉利用頻率為 2450 MHz（波長為 12.24cm）的微波对食物加热。游离的水分子的吸收峰在22GHz左右，差不多是微波炉频率的10倍。凝聚态的水由于分子间作用有较宽的吸收带，使它可以加热。微波爐加熱的原理是利用水分子的電偶極（Electric dipole moment）在電場中會轉向電場的方向，當微波進來時，電場是來回變化，使得水分子為了要轉向電場方向而隨著電場轉動，這樣的轉動即為熱量的來源。
- 通信技术
- 雷達
- 傳遞能量
- X波段雷達

## 参見
- 微波通讯
- 微波爐
- 激微波
- 宇宙微波背景輻射